# Mesitornítids
Els mesitornítids (Mesitornithidae) són una petita família d'aus, quasi no voladores, endèmiques de Madagascar. La formen només tres espècies de classificació controvertida.

## Morfologia
- De color general marró o gris, amb els flancs més pàl·lids, semblen faisans.
- Fan 25 – 30 cm.
- Bec recte o corvat cap a baix.
- Els mesitornis produeixen sons similars al cant dels passeriformes, que fan servir per marcar el seu territori.
- L'espècie del gènere Monias presenta dicromatisme sexual al contrari de les de Mesitornis.

## Hàbitat i distribució
Són aus pròpies del bosc i el matoll de Madagascar.

## Alimentació
S'alimenten d'insectes i llavors.

## Reproducció
Ponen dos a tres ous blancs en un niu fet de pals i ubicat en un arbust o una rama baixa. Els pollets abandonen el niu només nàixer.
Les espècies del gènere Mesitornis són monògames, mentre el de Monias és polígam.

## Taxonomia
Antany es van classificar als gal·liformes. Més tard els mesitornis s'han relacionat amb els coloms i les merles d'aigua. La segona proposta és sense dubte errònia. La relació amb els coloms potser més propera però tampoc molt estreta. Els suposadament gruïformes, kagú i bitó del sol podrien també ser parents no gaire llunyans. Aquests taxons s'han classificat entre els gruïformes i sembla que tenen el seu origen en Gondwana. Els tres grups comparteixen algunes característiques. No obstant això, les dades que relacionen els "estranys gruïformes" (i possiblement els coloms) no són prou sòlides com per a arribar a una conclusió ferma (Fain & Houde 2004). També se'ls ha classificat al seu propi ordre, els mesitornitiformes (Mesitornithiformes), però a diferència d'altres casos difícils, com l'hoatzín, s'ha realitzat poca investigació filogenètica.

Els estudis d'ADN de Hackett et al. confirmen que els mesitornis són un grup germà dels coloms i, a major distància, de les gangues, faetons, cabussets i flamencs.
Hi ha dos gèneres amb tres espècies:
- Gènere Mesitornis, amb dues espècies.
- Gènere Monias, amb una espècie: mesitornis mònia (Monias benschi).